# Leiuperinae
Leiuperinae Bonaparte, 1850 è una sottofamiglia di anfibi dell'ordine degli Anuri.

## Distribuzione e habitat
Le specie di questa sottofamiglia sono diffuse in gran parte dei territori del Centroamerica e del Sudamerica.

## Tassonomia
La sottofamiglia comprende 101 specie raggruppate in 5 generi:
- Edalorhina Jiménez de la Espada, 1870 (2 sp.)
- Engystomops Jiménez de la Espada, 1872 (9 sp.)
- Physalaemus Fitzinger, 1826 (49 sp.)
- Pleurodema Tschudi, 1838 (15 sp.)
- Pseudopaludicola Miranda-Ribeiro, 1926 (26 sp.)